# بيورن كريستن
بيورن كريستن هو لاعب هوكي جليد سويسري، ولد في 5 أبريل 1980 في برن في سويسرا.

## وصلات خارجية
- بيورن كريستن على موقع EliteProspects.com (الإنجليزية)
- بيورن كريستن على موقع Eurohockey.com (الإنجليزية)
- بيورن كريستن على موقع أوليمبيديا (الإنجليزية)